# Miramare Film
La Miramare Film è stata una casa di produzione cinematografica, fondata a Napoli negli anni venti del Novecento da Emanuele Rotondo, in attività fino al 1931.

## Storia
Già nel dopoguerra era nato a Napoli il genere della sceneggiata, una peculiarità artistica napoletana che ha lo scopo di unire il teatro al genere musicale. Tra gli esponenti di questo genere si ricordano, tra gli altri, Crescenzo Di Maio, Oscar Di Maio, Enzo Lucio Murolo, anche noti come "poeti di compagnia".
La sceneggiata fu presto adottata anche nell'industria cinematografica: Emanuele Rotondo ha l'intuizione di far entrare in circolazione nel 1922 il film Lucia, Lucì, del regista Ubaldo Maria Del Colle, ispirato alla canzone napoletana Io m'arricordo 'e te di Giambattista de Curtis ed Ernesto De Curtis. Il film, girato qualche anno prima, non era stato distribuito per difficoltà incontrate dal produttore Rodolfo D'Angelo. Emanuele Rotondo, produttore cinematografico già dall'età di diciannove anni, riuscì a trasformare il film in un successo, distribuendo cartoline per strada, invitando gratuitamente amici alla prima e raggiungendo la stampa napoletana, solitamente indifferente alla cinematografia partenopea. Rotondo vendette poi il film all'estero per recuperare il suo investimento iniziale e con il ricavato fondò la casa di produzione e distribuzione Miramare Film.
L'attività si svolgeva in studi ricavati nel retrobottega dell'Hotel Miramare, sul lungomare di Napoli, da cui prende il nome.
Tra il 1919 ed il 1927, la Miramare Film girò un centinaio di pellicole, che ebbero grande successo anche negli Stati Uniti d'America, tra gli emigranti napoletani. Tra i successi di Rotondo e della Miramare Film, si ricordano tra gli altri Si ve vulesse bene, Mamma lontana, 'O schiaffo e Pupatella, tutti ispirati a canzoni popolari celebri a Napoli.
Nel 1923, la Miramare Film scavalca la Lombardo Film, arrivando a produrre le proprie pellicole in serie, utilizzando gli stessi attori e la stessa troupe per produrre più di un film alla volta, con il risultato di ridurre notevolmente i costi. Con questo sistema, e grazie al successo della sperimentazione della figura di produttore/regista adottata dallo stesso Rotondo, la Miramare Film è tra le più attive società cinematografiche napoletane tra il 1923 ed il 1925.
La Miramare Film è costretta, nel 1931, a chiudere la propria attività, in seguito all'avvento del sonoro e alla riforma del cinema che sposta le produzioni verso Roma, con la costruzione di Cinecittà.